# Nikolái Sídorov
Nikolái Sídorov (Moscú, Unión Soviética, 23 de noviembre de 1956) fue un atleta soviético, especializado en la prueba de 4 x 100 m en la que llegó a ser medallista de bronce del mundo en 1983.

## Carrera deportiva
En el Mundial de Helsinki 1983 ganó la medalla de bronce en los relevos 4 x 100 metros, con un tiempo de 38,41 segundos, tras Estados Unidos e Italia, siendo sus compañeros de equipo: Andréi Prokófiev, Vladímir Muraviov y Víktor Bryzguin.